# Zielonogórski Klub Fantastyki Ad Astra
Zielonogórski Klub Fantastyki Ad Astra – stowarzyszenie fanów fantastyki i kultury z Zielonej Góry. Powstał w 1982 roku, spotkanie założycielskie odbyło się dokładnie 17 października 1982 roku. Jest czwartym powstałym w latach 80. oddziałem Polskiego Stowarzyszenia Miłośników Fantastyki, po Warszawie, Podlasiu i Lublinie.